# Fanta
Fanta je brezalkoholna, gazirana, osvežilna pijača na pomarančni osnovi, ki jo proizvaja podjetje Coca-Cola. 

## Nastanek Fante
Fanta je nastala med drugo svetovno vojno, saj je bilo zaradi britanske pomorske blokade Nemčije pomanjkanje sirupov za izdelavo Coca-Cole. Tako je nemško podjetje Coca Cola GmbH leta 1942 razvilo Coca-Colin nadomestek, ki je temeljil na pomarančem soku. V začetku so jo izdelovali iz stranskih proizvodov proizvodnje sira in marmelade.
Pijača je dobila ime po nemški besedi Fantasie (domišljija). Po vojni je pijačo začela proizvajati materinska družba in leta 1960 tudi kupila zaščitni znak. 
Najbolj razširjen okus je Fanta Orange, obstajajo pa tudi drugi okusi kot so jabolko, jagoda, ananas in grozdje.